# Aura Kiiskinen

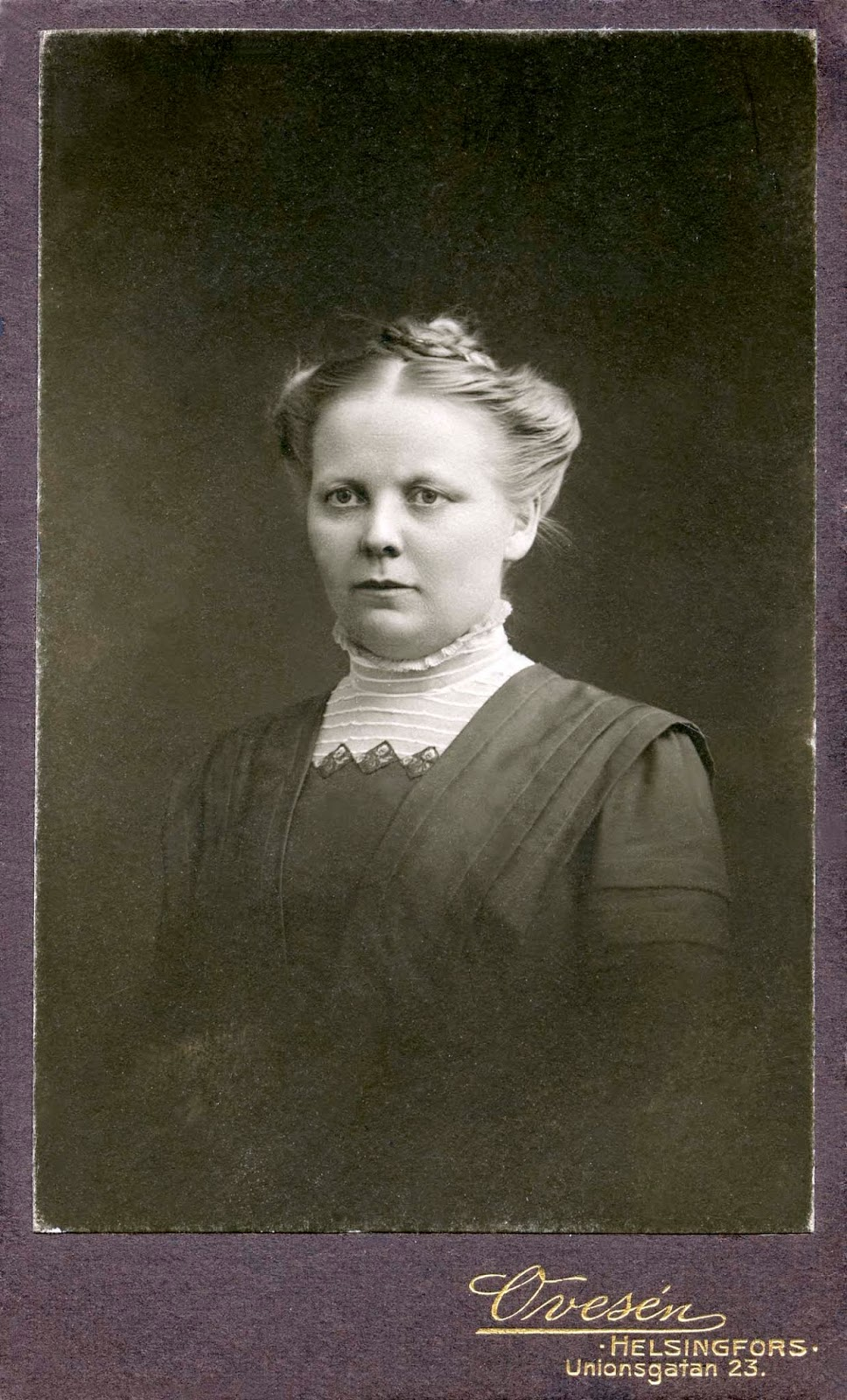

Aura Kiiskinen (ur. 9 marca 1878 w Kuopio, zm. w 1968 w Pietrozawodsku) – fińska działaczka rewolucyjna, deputowana na Sejm Wielkiego Księstwa Finlandii (1908–1917), uczestniczka fińskiej wojny domowej po stronie czerwonych i członkini fińskiej Głównej Rady Robotniczej.

## Życiorys
Pochodziła z rodziny robotniczej. Ukończyła szkołę podstawową, jeszcze w dzieciństwie zaczęła pracować jako służąca. W 1899 wstąpiła do Socjaldemokratycznej Partii Finlandii, w której objęła następnie stanowisko sekretarza ds. kobiet. Kształciła się na wieczorowych kursach zawodowych w Wyborgu i w Petersburgu.
W latach 1908–1917 była deputowaną na Sejm Wielkiego Księstwa Finlandii z ramienia Socjaldemokratycznej Partii Finlandii. Od 1912 działała równocześnie w żeńskich związkach zawodowych na terenie Księstwa. W 1910 wzięła udział w II międzynarodowym kongresie kobiet-socjalistek w Kopenhadze.
Brała udział w wojnie domowej w Finlandii po stronie czerwonych. Ułatwiała rosyjskim rewolucjonistom przekraczanie granicy z Finlandią i kolportowała wśród fińskich żołnierzy literaturę socjalistyczną. Była członkinią Głównej Rady Robotniczej, utworzonego przez rewolucjonistów najwyższego organu władzy na terenach opanowanych przez czerwonych. Razem z Radą i sztabem fińskiej Czerwonej Gwardii w marcu 1918 r. udała się do Wyborga, ostatniego większego miasta kontrolowanego przez rewolucjonistów. Po zdobyciu Wyborga przez białych ukrywała się w miejscowym szpitalu, dzięki czemu uniknęła śmierci w masowych egzekucjach. Następnie zdołała przedostać się do Rosji Radzieckiej, do Piotrogrodu. Była jedną z założycieli Komunistycznej Partii Finlandii, a także sekretarzem odpowiedzialnym za jej wydział agitacji. W 1918 wstąpiła do WKP(b).
W Piotrogrodzie pracowała jako wykładowczyni Komunistycznego Uniwersytetu Mniejszości Narodowych Zachodu, zajmowała się również pracą partyjną wśród społeczności fińskiej w guberni piotrogrodzkiej. W 1925 ukończyła nauczycielski kurs kwalifikacyjny. W 1931 została skierowana do pracy w szkole partyjnej w Pietrozawodsku, gdzie nauczała historii partii i historii ludów ZSRR, a także kierowała biblioteką. Krótko pracowała w państwowym wydawnictwie Karelskiej ASRR, jednak zrezygnowała z powodu niedostatecznej znajomości języka rosyjskiego.  
Krótko po napaści Niemiec na ZSRR przebywała w Leningradzie i spędziła w oblężonym mieście sześć miesięcy, zanim została ewakuowana do rejonu kusznarieńskiego Baszkirii, gdzie pracowała jako wychowawczyni dzieci ewakuowanych pracowników partyjnych. W 1944 wróciła do Pietrozawodska, gdzie żyła do śmierci w 1968.
Wielokrotnie była deputowaną Rady Najwyższej Karelskiej ASRR. Dwukrotnie odznaczona Orderem Lenina (w 1956 i 1960), Orderem Czerwonego Sztandaru Pracy (1948), Medalem Za Dzielną Pracę w Wielkiej Wojnie Ojczyźnianej (1948). 
Pochowana na Cmentarzu Sułażgorskim w Pietrozawodsku w kwaterze honorowej.